# 이석한 (로봇공학자)
이석한(1948년~)은 대한민국의 로봇공학자이다.

## 경력
- 1968 ~ 1972 서울대 전기공학 학사
- 1972 ~ 1974 서울대 대학원 전기공학 석사
- 1978 ~ 1982 미국 퍼듀 대학교 대학원 전기공학 박사(로보틱스, Machine Perception 전공)
- 1983 ~ 1997 미국 남가주대 (USC) 교수 (겸직)
- 1990 ~ 1997 미국 JPL/NASA 책임연구원
- 1995 한국과학기술원 (KAIST) 초빙교수
- 1998 ~ 2003 삼성종합기술원 연구소장, Chief Research Officer(전무)
- 2003 ~ 2014 성균관대 정보통신공학부 전자전기공학전공 교수, 지능시스템연구소장 겸임
- 2007 ~ 2013 미국 조지아텍 겸임교수
- 2011 ~ 2013 성균관대 일반대학원장
- 2014 ~ 현재 성균관대학교 행단석좌 교수

## 활동
- 2002 국가기술지도 (NTRM) 기획단 단장
- 2004 ~ 2007 IEEE Robotics and Automation Society 부회장 (2회 선출)
- Industrial Activity Board 창립의장
- 2004 Editor-in-Chief/Founding Editor-in-Chief Journal of Intelligent Service Robotics, Springer
- 2010 우주로봇 포럼 회장
- 2012 국방무인로봇 지상분과 위원장/국방무인로봇 포럼회장

## 같이 보기
- 지능형 로봇
- 로봇산업
- 로봇인
- 로봇공학자